# Styela plicata
Styela plicata is een zakpijpensoort uit de familie van de Styelidae. De wetenschappelijke naam van de soort werd voor het eerst geldig gepubliceerd in 1823 door Lesueur als Ascidia plicata.

## Beschrijving
Styela plicata is een solitaire zakpijp met een dikke, stevige en bobbelige mantel die wit of geelbruin van kleur is. Zijn geboortestreek is momenteel onbekend, maar er zijn aanwijzingen dat deze soort inheems is in het noordwesten van de Stille Oceaan. Het wordt al een eeuw of langer door schepen vervoerd, is wereldwijd verspreid en is een overvloedig bestanddeel van aangroeigemeenschappen in subtropische wateren. De verspreiding ervan omvat de kusten van Noord-Amerika, het Caribisch gebied, Mexico, Brazilië, de Middellandse Zee, Senegal, Somalië, India, Japan, Australië en Nieuw-Zeeland. Het wordt grotendeels aangetroffen op kunstmatige constructies zoals jachthavens, dokken en scheepsrompen, maar is ook bekend van oesterriffen, mangroven en rotsachtige substraten. S. plicata is zeer overvloedig aanwezig in havens in Zuid-Californië en kan van invloed zijn op inheemse ongewervelde dieren door concurrentie. Verder is het in veel delen van zijn wereldwijde verspreidingsgebied bekend dat het gekweekte tweekleppige weekdieren vervuilt.